# Konstantín de Vladímir
Konstantín Vsévolodovich (del ruso: Константи́н Все́володович) también conocido como Konstantín de Vladímir o Konstantín de Rostov (18 de mayo de 1186, Rostov-2 de febrero de 1218) fue el hijo mayor de Vsévolod III de Vladímir y María Shvarnovna. 
Durante 1206 y 1207 fue príncipe de Nóvgorod. En 1207, su padre le otorgó el gobierno de Rostov y Yaroslavl. Tras una disputa doméstica, Vsévolod le desheredó en su lecho de muerte, dándole a un hijo menor, Yuri II, la ciudad de Vladímir. Así los dominios de Vsévolod quedaron divididos en cinco infantazgos: Tver, Riazán, Rostov, Yaroslavl, Nizhni Nóvgorod. Los hijos de Vsévolod se dividieron en dos bandos: el de Konstantín y el de Yuri. Esto sumió al país en la anarquía entre 1212 y 1217, por lo que se conoce este período como la Anarquía de la Gran Nidada.
En la batalla de Lípitsa (1216), Konstantín y su aliado Mstislav el Valiente de Nóvgorod derrotaron severamente a Yuri, ocupando en consecuencia Vladímir.
A raíz de la muerte de Konstantín en 1218, Yuri volvió al trono. Los descendientes de Konstantín se quedaron con el gobierno de Rostov y Yaroslavl, donde reinarían hasta finales del siglo XV, por lo que numerosas familias principescas de Rusia descienden de este príncipe. Konstantín es recordado por la construcción de la Catedral de la Asunción de Rostov y tres templos de ladrillo en Yaroslavl.